# Queen II
Queen II е вторият албум на английската рок банда Queen, издаден през 1974 година. Записан е в Trident Studios, Лондон, Англия през август 1973 г. Двете страни на оригиналната грамофонна плоча са озаглавени „Страна бяло“ и „Страна черно“, вместо общоприетите страни – „А“ и „Б“. Албумът също има свободно жанрово съдържание, като бялата страна включва песни с по-емоционални теми, а черната съдържа изцяло песни на фантазията, често с абсолютно „тъмни“ теми.
Обложката на албума е дело на фотографа Мик Рок, често използван от групата по време на нейното съществуване. Има две версии на използваната снимка, едната с черен цвят на заден и преден план, а другата с кафяв цвят на преден план.
Безброй проблеми спъват издаването на албума. Завършването му съвпада с горивната криза през 1973 г. и като последствие, правителството е принудено да отложи производството на албума с няколко месеца с цел енергийна икономия. След като първите албуми са доставени в музикалните магазини, групата открива правописна грешка на плочата и останалите предвидени доставки са забавени до отстраняването на пропуска.
Водещият вокалист Фреди Меркюри композира цялата „черна“ страна, използвайки виртуозни изпълнения на пиано и клавесин и широк обхват от отлични вокални изпълнения. „Бялата“ страна е много по-различна: четири от петте музикални изпълнения са съставени от Брайън Мей, като едната песен е иструментална, другата е изпята от Меркюри и Тейлър (Меркюри е на пианото), третата е изпята само от Меркюри, а в последната вокалист е Мей. Последната песен от „бялата“ страна на албума, е единствената, която е композирана от Тейлър. Джон Дийкън свири на акустична и на бас китара в повечето от песните, с изключение на „White Queen“ и „Some Day One Day“, където Мей изпълнява китарните части.
Въпреки че албумът е остро критикуван от критиците, той е включен в книгата „1001 албума, който трябва да чуеш преди да умреш“.
- Страна „бяла“

1. „Procession“ (Мей) – 1:12
2. „Father to Son“ (Мей) – 6:14
3. „White Queen (As It Began)“ (Мей) – 4:33
4. „Some Day One Day“ (Мей) – 4:21
5. „The Loser In the End“ (Тейлър) – 4:01

- Страна „черна“

1. „Ogre Battle“ (Меркюри) – 4:08
2. „The Fairy Feller's Master-Stroke“ (Меркюри) – 2:41
3. „Nevermore“ (Меркюри) – 1:17
4. „The March of the Black Queen“ (Меркюри) – 6:33
5. „Funny How Love Is“ (Меркюри) – 2:48
6. „Seven Seas of Rhye“ (Меркюри) – 2:48

- Бонус песни, в преиздадената версия на албума от Hollywood Records през 1991 година

1. „See What a Fool I've Been“ (Мей) (1991, оригинална песет от Б-страната на „Seven Seas of Rhye“)
2. „Ogre Battle“ (1991, ремикс на Николас Сансано)
3. „Seven Seas of Rhye“ (1991, ремикс на Фреди Бастоне)

## Място в класациите
| Държава        | Позиция | Продажби         |
| -------------- | ------- | ---------------- |
| Великобритания | 5       | 350 000 (златен) |
| Норвегия       | 19      |                  |
| Япония         | 26      |                  |
| САЩ            | 49      | 700 000 (златен) |
| Австралия      | 79      |                  |

## Състав
- Фреди Меркюри (Freddie Mercury): водещи и беквокали, пиано, клавесин.
- Брайън Мей (Brian May): китари, камбани в „The March of the Black Queen“, водещ вокал в Some Day One Day, беквокали, пиано в Father to Son.
- Роджър Тейлър (Roger Taylor): барабани, гонг, маримба, беквокали, водещ вокал в Loser in the End.
- Джон Дийкън (John Deacon): бас и акустична китара.
- Рой Томас Бейкър (Roy Thomas Baker): кастанети в „The Fairy Feller's Master-Stroke“.
- Робин Кейбъл (Robin Cable): пиано ефекти с Меркюри в „Nevermore“.